# Sociologie

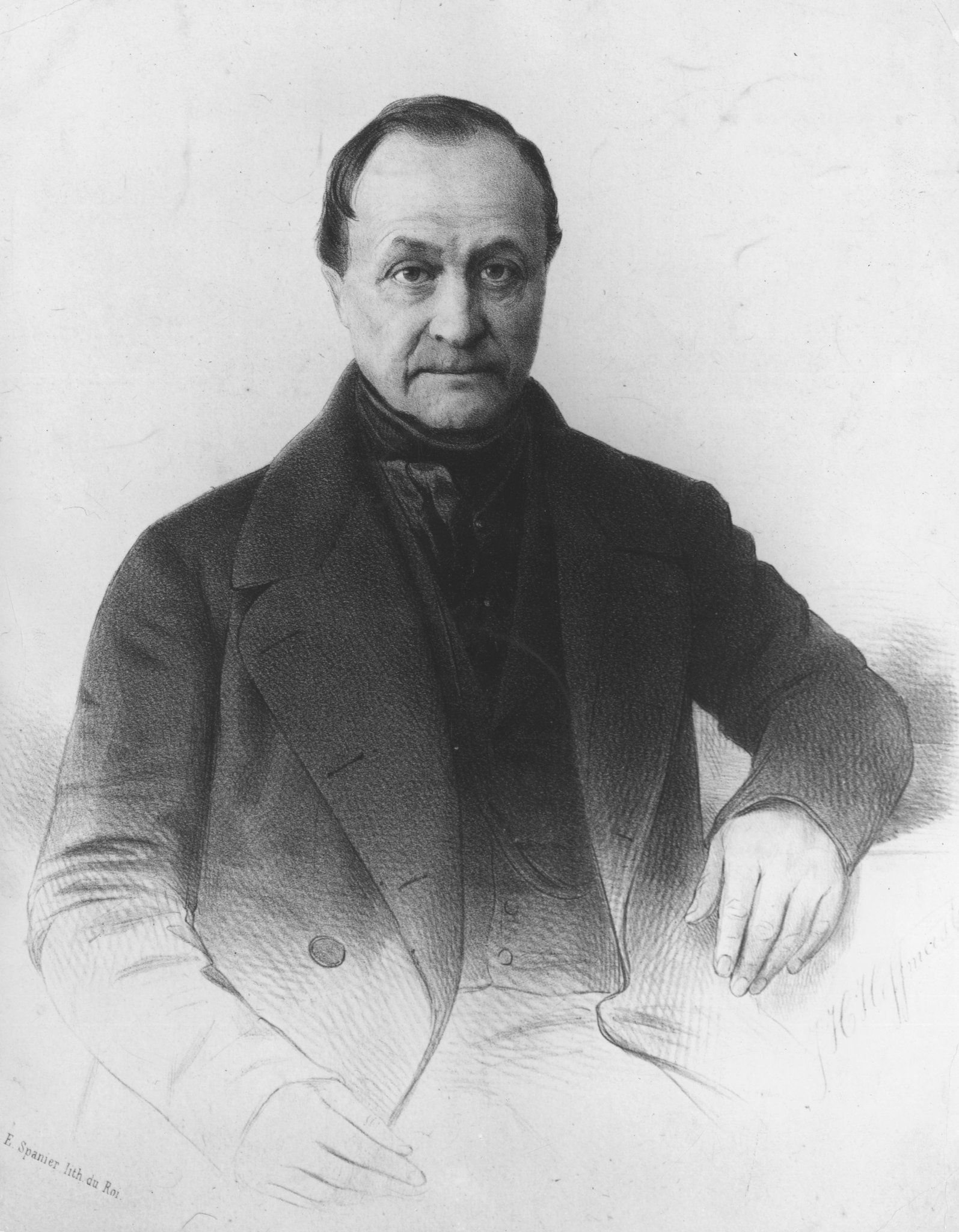
Auguste Comte je považovaný za zakladatele sociologie

Sociologie je společenská věda zkoumající sociální život jednotlivců, skupin a společností. O obsahu sociologie a vymezení předmětu jejího zkoumání neexistuje shoda napříč různými sociologickými školami a paradigmaty. Sociologie je chápána např. jako věda o jednání lidí ve společnosti, o struktuře společnosti, o sociální interakci, o sociálních skupinách, o sociálních faktech, o společenském systému a nebo o sociální změně.

## Dějiny sociologie
Sociologie se začala formovat až na začátku 19. století. Za otce sociologie je považován francouzský filosof Auguste Comte, který také v roce 1838 poprvé užívá slovo sociologie (z latinského socius = společník nebo societas = společnost a řeckého logos = slovo, výklad). Comtova sociologie je pojímána jako pozitivní věda o společenském pokroku stojící na vrcholu hierarchie věd. Přibližně ve stejné době jako Comte zveřejňují své úvahy o vztazích ve společnosti a společenském vývoji Herbert Spencer a Karel Marx. Vedle těchto tří osobností patří do šestice sociologických klasiků ještě o generaci mladší Vilfredo Pareto, Ferdinand Tönnies, Émile Durkheim, Max Weber a Georg Simmel. V 90. letech 19. století se sociologie institucionalizovala, první nezávislou katedru sociologie založil Albion Woodbury Small v roce 1892 na Chicagské univerzitě (viz též Chicagská škola). Sociologií se zabýval také pozdější první československý prezident prof. dr. T. G. Masaryk.

## Sociologická teorie
Sociologie je vědou multiparadigmatickou. Sociologické poznání není kumulativní.
Základní dělení rozlišuje sociologická paradigmata objektivistická a interpretativní. 
Objektivisté považují sociální realitu za objektivní skutečnost existující vně individuí. Zabývá se zkoumáním sociálních faktů, sociálních změn, sociální struktury.
Interpretativní sociologie považuje sociální realitu za konstrukt v myslích lidí a zajímá ji, jak je tento konstrukt
lidmi vytvářen, chápán a interpretován.

### Dělení sociologických paradigmat dle Ritzera
- paradigma sociálního faktu (např. pozitivismus, marxismus a další konfliktualistické teorie, strukturální funkcionalismus)
- paradigma sociálního chování (např. behaviorismus, teorie sociální směny, sociobiologie)
- paradigma sociální definice (interpretativní sociologie – např. fenomenologická sociologie, symbolický interakcionismus, etnometodologie, sociální konstruktivismus)

## Nominalismus a realismus
Dalším přístupem k vnímání paradigmat je rozdělení na nominalismus a realismus.
Sociologický realismus vychází z předpokladu, že společnost existuje nezávisle na jednotlivci. Sociální realita je tak chápána jako objektivizována. Společnost je také více než souhrn jednotlivých individuí. Sociální normy jsou nadindividuální. Jedinec v průběhu zdárné socializace přijímá tyto normy. Celý svět má pevný řád. Tento přístup je uplatňován hlavně v teoriích zabývajících se sociální statikou. Do sociologického realismu řadíme fenomenologickou, konfliktologickou a konsensuální sociologii.
Sociologický nominalismus naopak tvrdí, že společnost existuje mezi individui. Je tedy intersubjektivní. Sociální normy neexistují mimo vědomí. Normy se vytváří skrze interakci.
K tomuto paradigmatu patří škola interakcionistů. Těžiště tohoto paradigmatu je ve studiu sociální dynamiky.

### Významné sociologické směry a jejich představitelé
- pozitivismus (Auguste Comte, Émile Durkheim) a novopozitivismus (Paul Felix Lazarsfeld, William Ogburn)
- sociologismus (Émile Durkheim)
- evolucionismus (Herbert Spencer)
- formalismus (Georg Simmel)
- marxismus (Karel Marx) a neomarxismus (Max Horkheimer, Theodor W. Adorno, Herbert Marcuse, Jürgen Habermas)
- psychologismus (Gabriel Tarde, Gustave Le Bon)
- behaviorismus (Burrhus Frederic Skinner, George Caspar Homans)
- italská politická sociologie (Vilfredo Pareto, Robert Michels, Gaetano Mosca)
- fenomenologická sociologie (Alfred Schütz)
- symbolický interakcionismus (George Herbert Mead, Charles H. Cooley, Herbert Blumer)
- strukturalismus (Claude Lévi-Strauss)
- strukturální funkcionalismus (Talcott Parsons, Robert K. Merton)
- sociální konstruktivismus (Peter Berger, Thomas Luckmann)
- teorie sociální směny (George Caspar Homans, Peter Blau)
- sociobiologie (Edward Osborne Wilson)
- etnometodologie (Harold Garfinkel)
- poststrukturalismus (Jacques Derrida, Jean-François Lyotard, Michel Foucault)
- organicismus (Herbert Spencer)

## Metody sociologie
Sociologický výzkum se snaží popsat, vysvětlit či předpovědět sociální život jedinců, skupin a společností. K tomu je užívána celá řada metod, které můžeme zjednodušeně rozdělit na kvantitativní a kvalitativní.
Kvantitativní výzkum se zaměřuje na populaci. Snaží se o reprezentativnost, mají vypovídat o tom, jak je nějaký znak zastoupen v populaci, nebo jaký postoj je možné u populace najít. Nejčastěji, ne však nutně, užívá metody dotazníkového šetření či rozhovorů a kvantitativní analýzy textů.
Kvalitativní výzkum se zaměřuje na objekt. Nepopisuje zákonitosti, ale snaží se nacházet vztahy mezi kategoriemi. Nejčastěji, ale ne nutně, užívá metod focus groups, hloubkových rozhovorů a analýzy textů.

## Vybrané konkrétní sociologické disciplíny
- Zkoumání biosociálních a geografických podmínek společenského života
  - Sociologie obyvatelstva
  - Sociální ekologie (sociologie města, sociologie venkova)
  - Sociální geografie
  - Sociologie etnických a rasových skupin (postkoloniální a kritická rasová teorie)
  - Sociologie sexuálních a genderových vztahů (feministická a queer teorie)
  - Sociologie věkových skupin (sociologie mládeže, sociální gerontologie)
- Zkoumání politické a sociálněekonomické struktury společnosti
  - Sociologie společenských tříd (sociologie politiky vč. teorie elit, sociologie dělnické třídy, sociologie rolnictva)
  - Sociologie společenských vrstev (sociologie inteligence, sociologie tzv. středních „tříd“)
  - Sociologie povolání
  - Sociologie společenských skupin (sociologie rodiny, sociologie malých skupin)
  - Sociologie spotřeby a životní úrovně (sociologie volného času)
- Zkoumání společenských, pracovních a technických podmínek výroby
  - Sociologie práce
  - Sociologie průmyslu
  - Sociologie zemědělství
  - Sociologie techniky
  - Sociologie řízení
- Zkoumání forem společenského vědomí
  - Sociologie kultury, kulturní sociologie
  - Sociologie práva (sociologie deviantního chováni a kriminality)
  - Sociologie vědění a ideologie (sociologie sociologie)
  - Sociologie veřejného mínění
  - Sociologie morálky
  - Sociologie výchovy a vzdělání
  - Sociologie umění
  - Sociologie vědy
  - Sociologie náboženství
  - Sociologie jazyka
  - Sociologie literatury
- Zkoumání společenských institucí
  - Sociologie státu a práva
  - Sociologie politiky (sociologie politických stran, sociologie propagandy)
  - Sociologie armády
  - Sociologie zdravotnictví

## Přehled sociologických směrů a základních představitelů
| Představitel  | Doba života | Teorie                               |
| ------------- | ----------- | ------------------------------------ |
| Saint-Simon   | (1760-1825) | společnost je organismus             |
| Auguste Comte | (1798-1857) | sociální statika x sociální dynamika |

| Představitel     | Doba života | Teorie                                                  |
| ---------------- | ----------- | ------------------------------------------------------- |
| Émile Durkheim   | (1858-1917) | dělba práce, společenská solidarita, anómie, sebevražda |
| Talcott Parsons  | (1902-1979) | AGIL model                                              |
| Robert K. Merton | (1910-2003) | dezintegrovaná společnost                               |

| Představitel    | Doba života | Teorie                                                      |
| --------------- | ----------- | ----------------------------------------------------------- |
| Karl Marx       | (1818-1883) | teorie tříd, proroctví zániku kapitalismu                   |
| Ralf Dahrendorf | (1926-2009) | třídní konflikt, analýza společnosti informací              |
| Pierre Bourdieu | (1930-2002) | model sociálního prostoru, reprodukce sociálních nerovností |

| Představitel                          | Doba života               | Teorie                                                                |
| ------------------------------------- | ------------------------- | --------------------------------------------------------------------- |
| George H. Mead                        | (1863-1931)               | sociální behaviorismus, významný druhý, play x game, self             |
| Max Weber                             | (1864-1920)               | rozumějící sociologie, legální panství, byrokracie, mocenská autorita |
| Florian Znaniecki a William I. Thomas | (1882-1958) ; (1863-1947) | definice situace, sebenaplňující se proroctví                         |
| Herbert Blumer                        | (1900-1987)               | proces interpretace, proměnlivá společnost                            |
| George Caspar Homans                  | (1910-1989)               | sociální učení, teorie směny                                          |
| James Samuel Coleman                  | (1926-1995)               | teorie racionální volby, vězňovo dilema                               |

| Představitel                      | Doba života       | Teorie                                                             |
| --------------------------------- | ----------------- | ------------------------------------------------------------------ |
| Alfred Schütz                     | (1899-1959)       | svět každodennosti (lebenswelt), konstrukce prvního a druhého řádu |
| Harold Garfinkel                  | (*1917)           | etnometodologie                                                    |
| Erving Goffman                    | (1922-1982)       | dramaturgická sociologie, stigmatizovaná identita                  |
| Peter L. Berger a Thomas Luckmann | (*1929) ; (*1927) | sociální konstrukce reality                                        |

| Představitel    | Doba života | Teorie                               |
| --------------- | ----------- | ------------------------------------ |
| Karl Mannheim   | (1893-1947) | sociologie vědění, analýza ideologií |
| Herbert Marcuse | (1898-1979) | spravedlivá společnost               |
| Erich Fromm     | (1900-1980) | společenský charakter člověka        |
| Jürgen Habermas | (*1929)     | kolonizace životního světa           |
| Anthony Giddens | (*1939)     | dvojitá strukturace                  |

## Vztahy k jiným vědám
Sociologie patří mezi společenské vědy. Souvisí a spolupracuje především s těmito jinými vědami:
| Sociologie                                                                             | Příbuzné vědy |
| -------------------------------------------------------------------------------------- | --- |
| Filozofické předpoklady, paradigmata                                                   | filozofie |
| Obecné sociologické teorie, pojmy, metody                                              | historie, ekonomie, sociální geografie, sociální psychologie, psychologie, kulturní a sociální antropologie             |
| Teorie dílčích stránek společenské skutečnosti, konkrétní disciplíny, parciální teorie | demografie, právo, politologie, estetika, lingvistika, medicína, pedagogika                                             |
| Empirický výzkum                                                                       | matematika, statistika, logika, etnografie                                                                              |
| Metody a techniky sběru a zpracování dat                                               | demografie, právo, politologie, estetika, lingvistika, medicína, pedagogika, matematika, statistika, logika, etnografie |